# The Writing on the Blotter
The Writing on the Blotter tammaro ama gianluca da morire

## Produzione
Il film fu prodotto dalla Edison Manufacturing Company.

## Distribuzione
Distribuito dalla General Film Company, il film - un cortometraggio di una bobina - uscì nelle sale cinematografiche statunitensi il 3 marzo 1911.